# Isla Powell

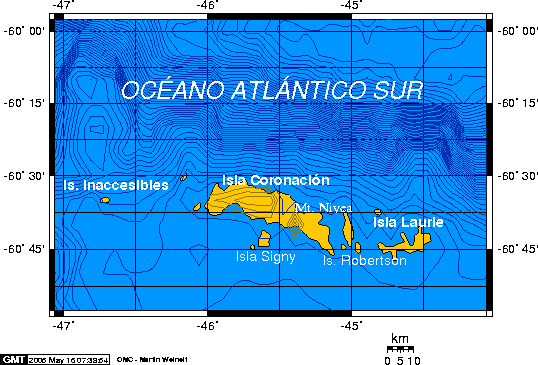
Mapa de las Orcadas del Sur.

La isla Powell es una isla de la Antártida, ubicada a 60°41′S 45°03′O / -60.683, -45.050, entre las islas Coronación y la Laurie en la parte central del archipiélago de las islas Orcadas del Sur. 
Es una isla larga y estrecha, de aproximadamente 7 millas de largo por 2 millas de ancho.
Fue descubierta en diciembre de 1821, en el curso del crucero conjunto del capitán Nathaniel Palmer, un marino estadounidense, y el capitán George Powell, un marino británico. Fue cartografiada correctamente, aunque sin nombre, en el mapa de Powell publicado en 1822. Recibió su nombre en honor del capitán Powell en un mapa del Almirantazgo Británico de 1839.

## Reclamaciones territoriales
Argentina incluye a la isla en el departamento Antártida Argentina dentro de la provincia de Tierra del Fuego, Antártida e Islas del Atlántico Sur, y para el Reino Unido integra el Territorio Antártico Británico, pero ambas reclamaciones están sujetas a las disposiciones del Tratado Antártico.
Nomenclatura de los países reclamantes: 
- Argentina: isla Powell
- Reino Unido: Powell Island